# Miloš Srejović
Miloš Srejović (Yugoslavia, 12 de abril de 1956) es un atleta yugoslavo retirado especializado en la prueba de triple salto, en la que consiguió ser campeón europeo en 1978.

## Carrera deportiva
En el Campeonato Europeo de Atletismo de 1978 ganó la medalla de oro en el triple salto, con un salto de 16.94 metros, superando a los soviéticos Viktor Saneyev y Anatoliy Piskulin (bronce con 16.87 metros).